# Romans-sur-Isère
Romans-sur-Isère is een gemeente in het Franse departement Drôme (regio Auvergne-Rhône-Alpes). De gemeente telde 33.139 inwoners op 1 januari 2022. De plaats maakt deel uit van het arrondissement Valence.

## Geschiedenis
De stad groeide rond een benedictijnenabdij gesticht in 838 bij een druk bezocht doorwaadbare plaats door aartsbisschop Barnard van Vienne. Een raid door Noormannen verwoestte ze in 860, maar vanaf 908 kwam het kloosterleven weer op gang. De abt oefende de heerlijke rechten uit over Romans. In de 11e eeuw ontstond een kapittel dat het geestelijk en wereldlijk gezag uitoefende. Het zetelde in de nog steeds bestaande Collégiale Saint-Barnard. De oudste, romaanse delen van deze kerk dateren uit de 11e eeuw. In de kerk zijn 14e-eeuwse muurschilderingen en een 16e-eeuws wandtapijt dat het Passiemysterie voorstelt.
In de 11e eeuw kreeg de stad een eerste omwalling. Hiervan is de Tour Jacquemart een overblijfsel. De stad breidde zich uit en in de 13e en 14e eeuw werd een tweede stadsomwalling gebouwd die ook de nieuwe wijken omvatte. In de 19e eeuw werden de omwallingen grotendeels afgebroken.
In de 16e eeuw maakte Romans, dat toen zo'n 7.500 inwoners had, een periode van achteruitgang door. De agitatie van en strijd tegen de hugenoten leidde in 1562 tot een gewelduitbarsting. Tijdens de carnavalsweken in februari 1580 ontstond een half-revolutionaire situatie: boerenliga's in de omliggende dorpen kwamen in het verzet tegen roofridders, terwijl in de stad textielwerkers het aan de stok kregen met het stadsbestuur en de koopliedengilden. Die laatsten drukten hun macht door tijdens een bloedige carnavalsnacht. Enkele jaren later, in 1586, vaagde een pestepidemie de helft van de bevolking weg.
In de 19e eeuw stond Romans bekend om zijn levendige schoennijverheid. Het Musée international de la chaussure, een Musée de France over de geschiedenis van de schoen(nijverheid), is sinds 1971 gevestigd in een voormalig klooster.

### Nucleair incident
Op 17 juli 2008 meldde de firma FBFC, een 100% dochter van kerncentralebouwer AREVA, een probleem bij de ASN, de instantie die van staatswege toezicht houdt op nucleaire activiteiten in Frankrijk. FBFC, dat brandstof maakt voor drukwaterreactoren, meldde een breuk in een leiding voor radioactief afvalwater op haar terrein in het oosten van Romans-sur-Isère. De fabriek werd tijdelijk stilgelegd. Omdat het probleem optrad nauwelijks een week na een probleem bij de kerncentrale Tricastin kreeg het incident in Romans-sur-Isère veel (internationale) aandacht.

## Geografie
De oppervlakte van Romans-sur-Isère bedroeg op 1 januari 2022 33,08 vierkante kilometer; de bevolkingsdichtheid was toen 1.001,8 inwoners per km².
De onderstaande kaart toont de ligging van Romans-sur-Isère met de belangrijkste infrastructuur en aangrenzende gemeenten.

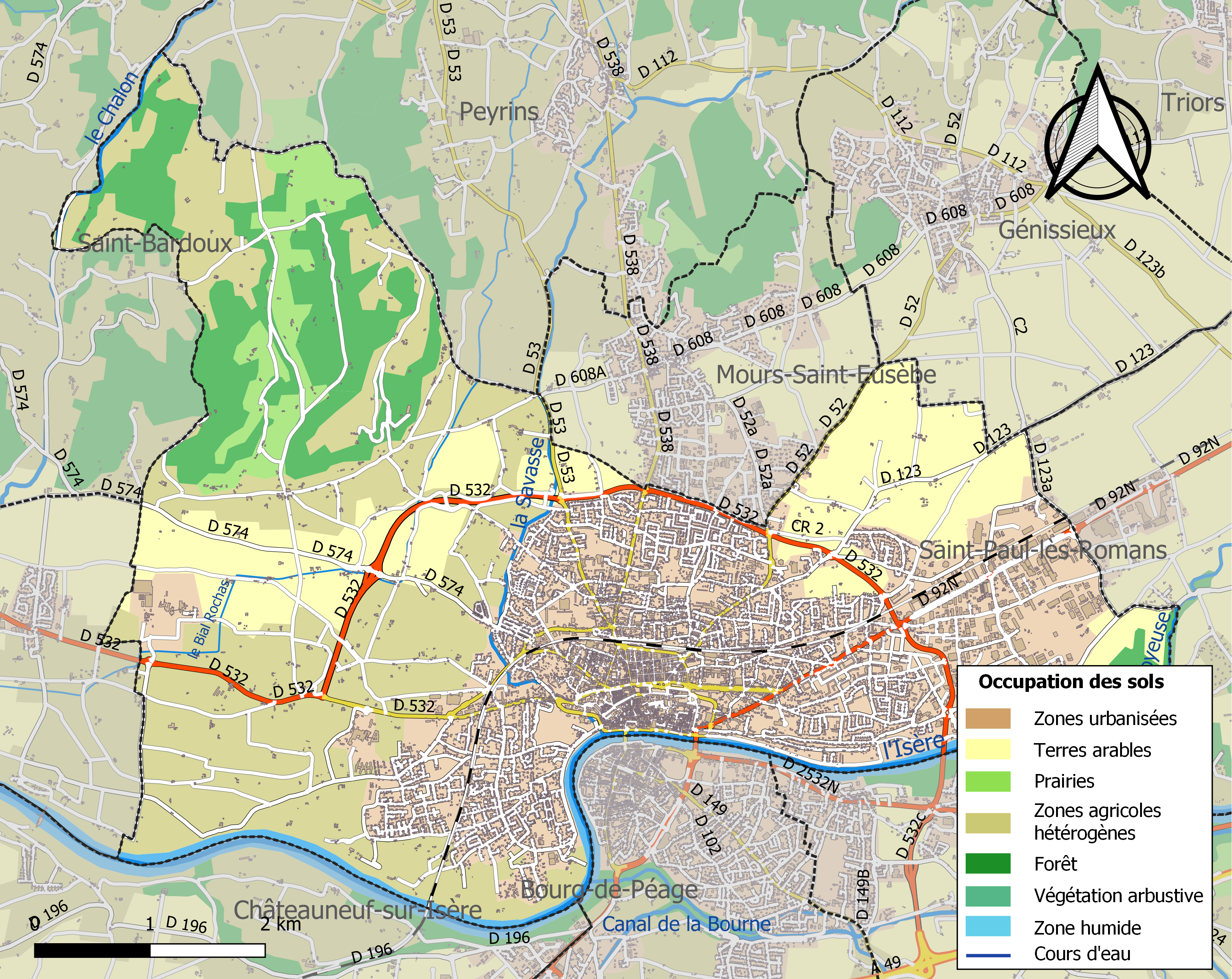

## Verkeer en vervoer
In de gemeente ligt spoorwegstation Romans-Bourg-de-Péage.

## Demografie
Onderstaande figuur toont het verloop van het inwonertal (bron: INSEE-tellingen).

## Sport
Romans-sur-Isère was in 2017 aankomstplaats van een etappe in de wielerkoers Tour de France. De etappe werd gewonnen door de Australiër Michael Matthews.

## Partnersteden
- Zlín (Tsjechië)

## Geboren
- Pierre-Roger Latour (12 oktober 1993), wielrenner

## Afbeeldingen

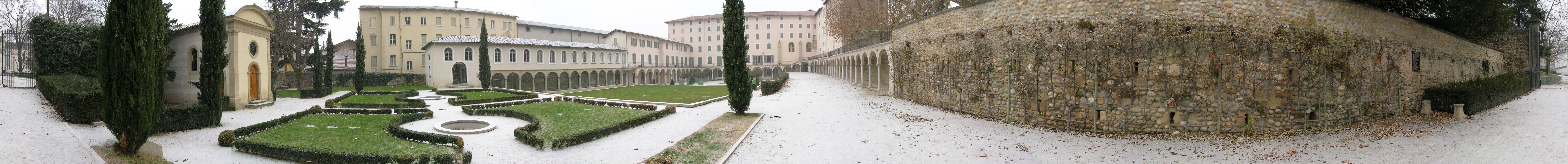
Museumtuinen in Romans-sur-Isère

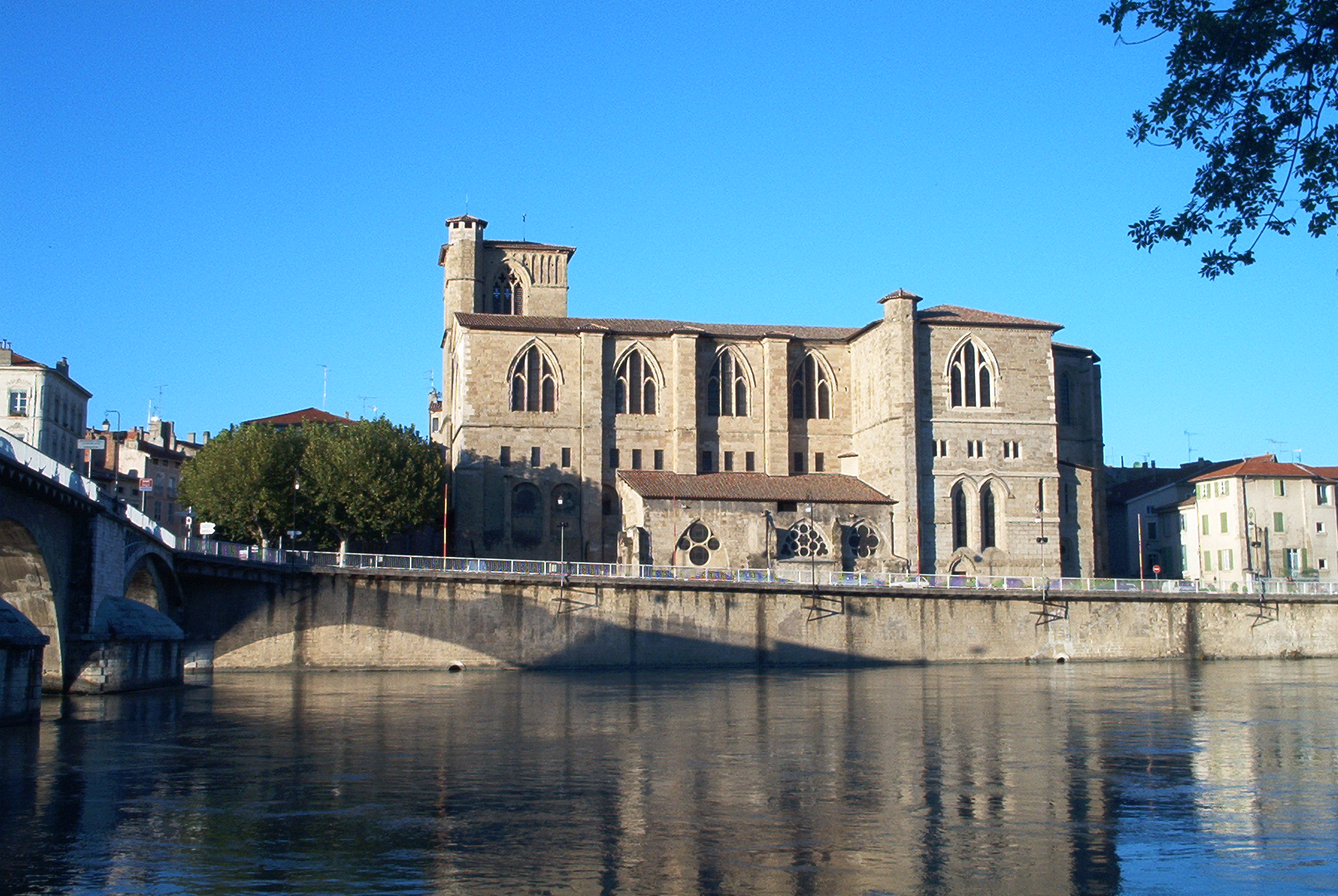
De collegiale kerk van Saint Bernard in Romans
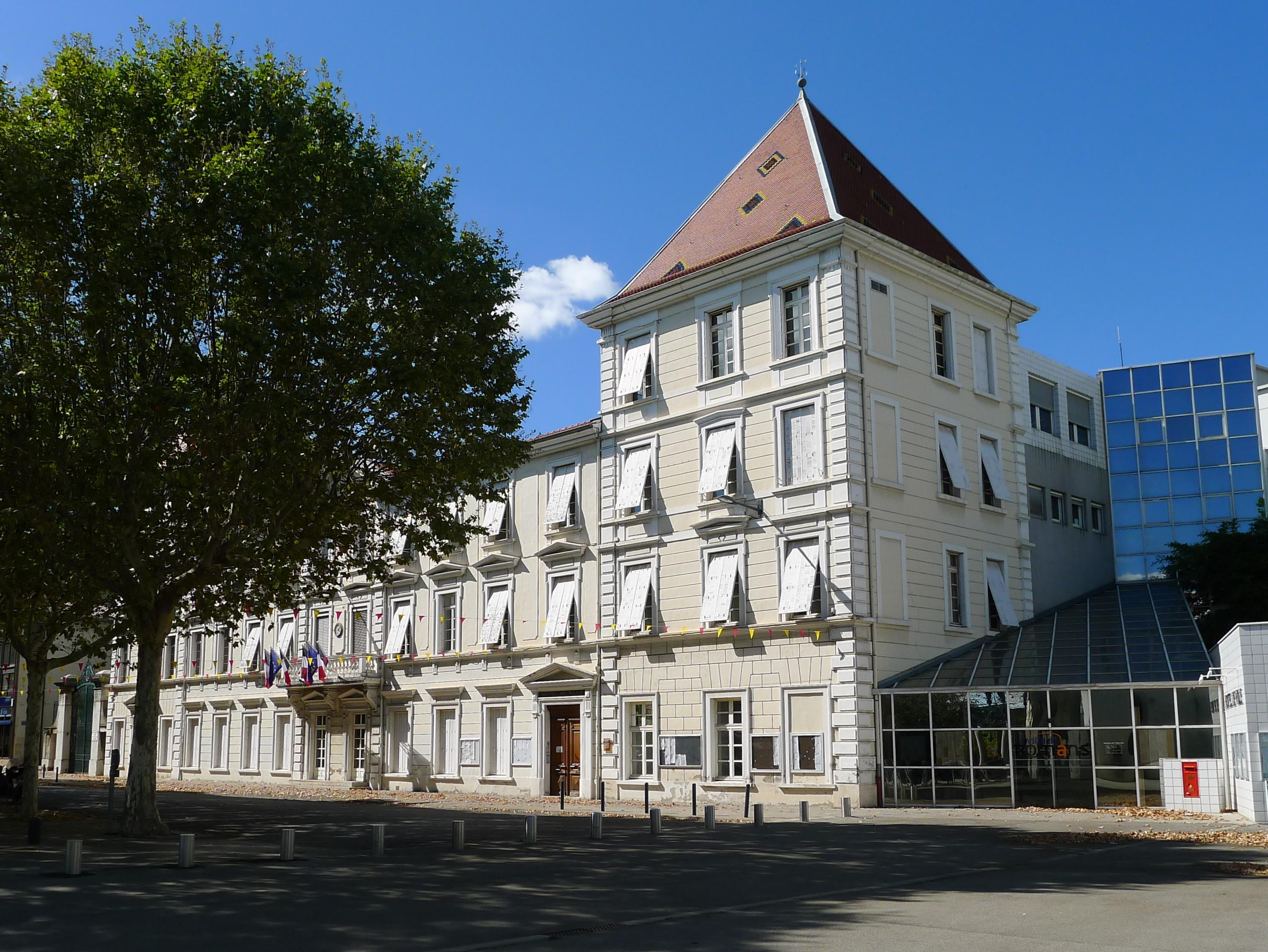
Gemeentehuis
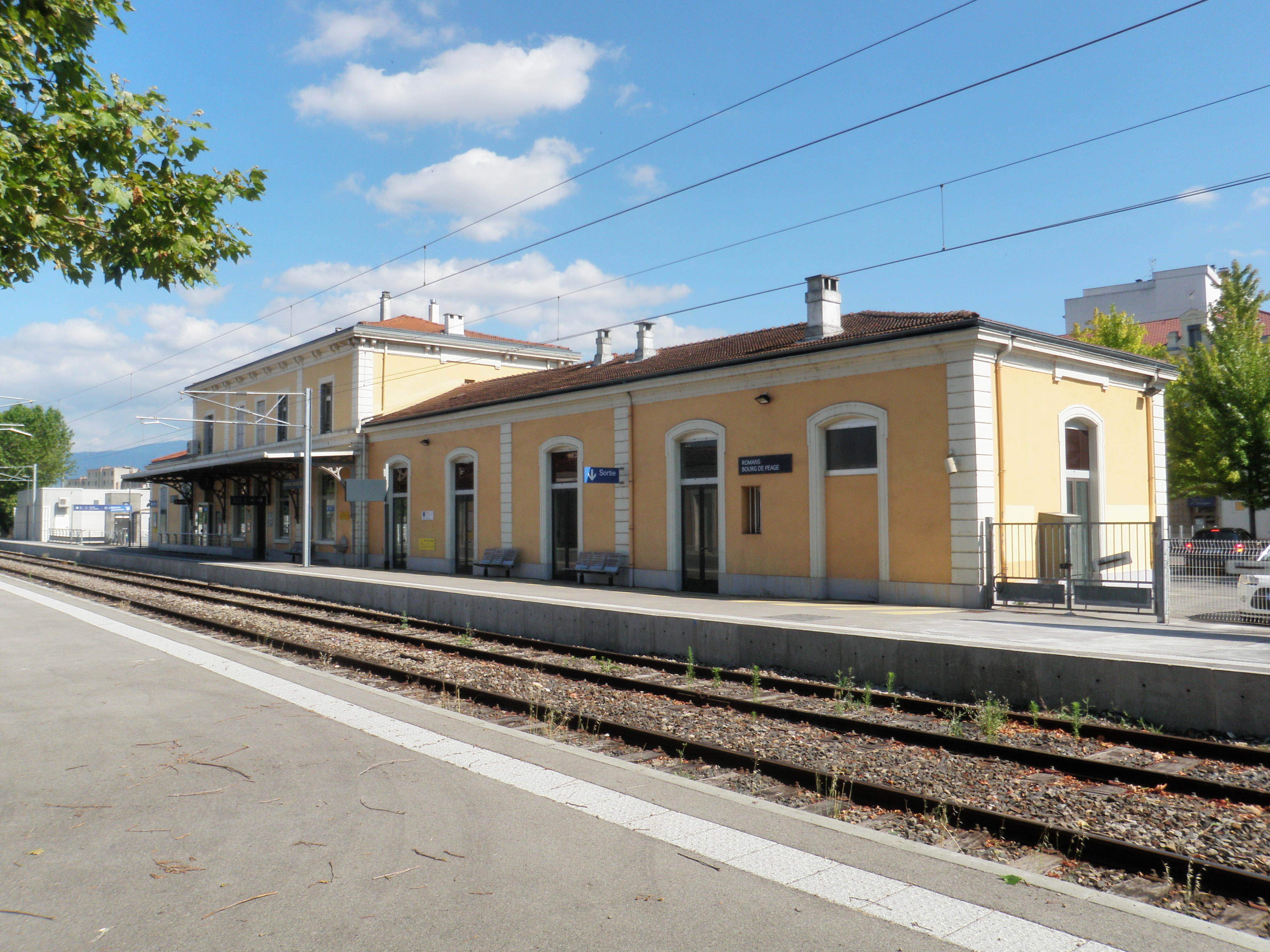
Station Romans - Bourg-de-Péage
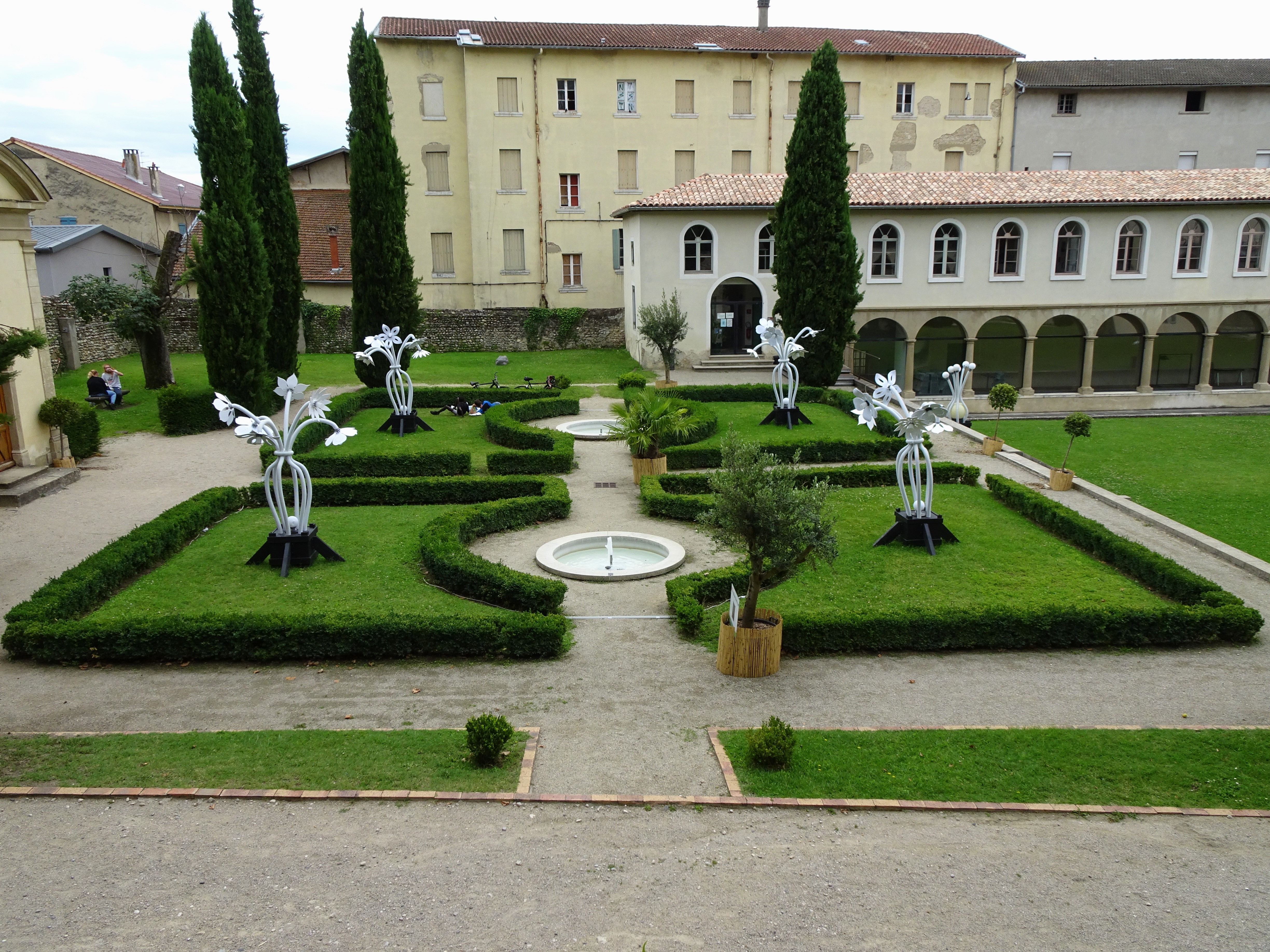
Couvent de la Visitation